# Bakırköyspor
Bakırköyspor – turecki klub piłkarski z siedzibą w Stambule, założony w 1949 roku, obecnie występujący w amatorskich rozgrywkach İstanbul Amatör Süper Ligi.

## Reprezentanci kraju grający w klubie
- Jarosław Araszkiewicz
- Piotr Nowak
- Osman Özköylü
- Iosif Rotariu
- Fatih Akyel
- Orkun Uşak
- Çağlar Birinci